# Carcharhinus fitzroyensis
Requin baleinier
Espèce
Statut de conservation UICN

 LC  : Préoccupation mineure
Répartition géographique
Le Requin baleinier (Carcharhinus fitzroyensis) est une espèce commune de requin de la famille des Carcharhinidae, endémique du nord de l'Australie. Il fréquente les eaux peu profondes à proximité du rivage, y compris les estuaires. Ce petit requin trapu peut généralement atteindre une taille de 1 à 1,3 m de long et est de couleur brunâtre sans marques visibles sur les ailerons. Il peut être identifié par son long museau, ses grandes nageoires pectorales triangulaires, et sa grande première nageoire dorsale positionnée bien en avant du corps.
Le régime du Requin baleinier se compose principalement de petits poissons téléostéens et de crustacés. Il est vivipare, l'embryon étant nourri via une connexion au placenta. Il y a une saison d'accouplement définie qui dure de mai à juillet. Les femelles donnent naissance à entre un et sept petits par an, après une période de gestation de sept à neuf mois. Un petit nombre de Requins baleiniers sont capturés accidentellement dans les filets maillants côtiers et utilisés pour l'alimentation humaine, mais l'effet de la pêche sur la population semble être peu conséquent. C'est pourquoi l'Union internationale pour la conservation de la nature (UICN) a classé cette espèce comme étant de préoccupation mineure.

## Description
Le Requin baleinier a un corps fuselé et plutôt trapu. Son long museau a une forme étroitement parabolique et de grandes narines précédées par de petits volets de peau en forme de tétons. Les yeux sont circulaires et de taille moyenne, et sont équipés de membranes nictitantes. La gueule arquée a des sillons très courts au niveau de ses extrémités. Il y a 30 rangées de dents sur la mâchoire supérieure et 28 à 30 rangées de dents sur la mâchoire inférieure. Les dents de la mâchoire supérieure sont longues et triangulaires avec des bords fortement dentelés, et deviennent de plus en plus inclinées vers les côtés de la mâchoire. Les dents de la mâchoire inférieure sont minces et verticales avec des bords plus finement dentelés. Les cinq paires de fentes branchiales sont courtes,,.
Les nageoires pectorales sont grandes et triangulaires, avec des extrémités plus ou moins arrondies. La première nageoire dorsale est de grande taille, et est implantée au-dessus de l'arrière de la base des nageoires pectorales. La deuxième nageoire dorsale est relativement longue, et prend naissance au-dessus ou légèrement derrière l'origine de la nageoire anale. Il n'y a pas de crête entre les nageoires dorsales. La nageoire anale est plus grande que la deuxième nageoire dorsale. Il y a une encoche en forme de croissant sur la queue, juste avant l'origine du lobe supérieure de la nageoire caudale. Cette dernière est asymétrique et a un lobe inférieur bien développé et un lobe supérieur plus grand et présentant une encoche près de son extrémité. La peau est densément couverte par des denticules cutanées qui se chevauchent, et présentant chacune trois à cinq arêtes horizontales se terminant par des dents marginales. Cette espèce est de couleur bronze à brun gris dessus et pâle dessous, avec une bande plus claire sur les flancs. Dans quelques rares cas, les individus peuvent être gris bleuâtre clair sur le dessus. Ce requin peut atteindre 1,5 m de long, la plupart des animaux mesurant entre 1,0 et 1,3 m,,.

## Biologie et écologie

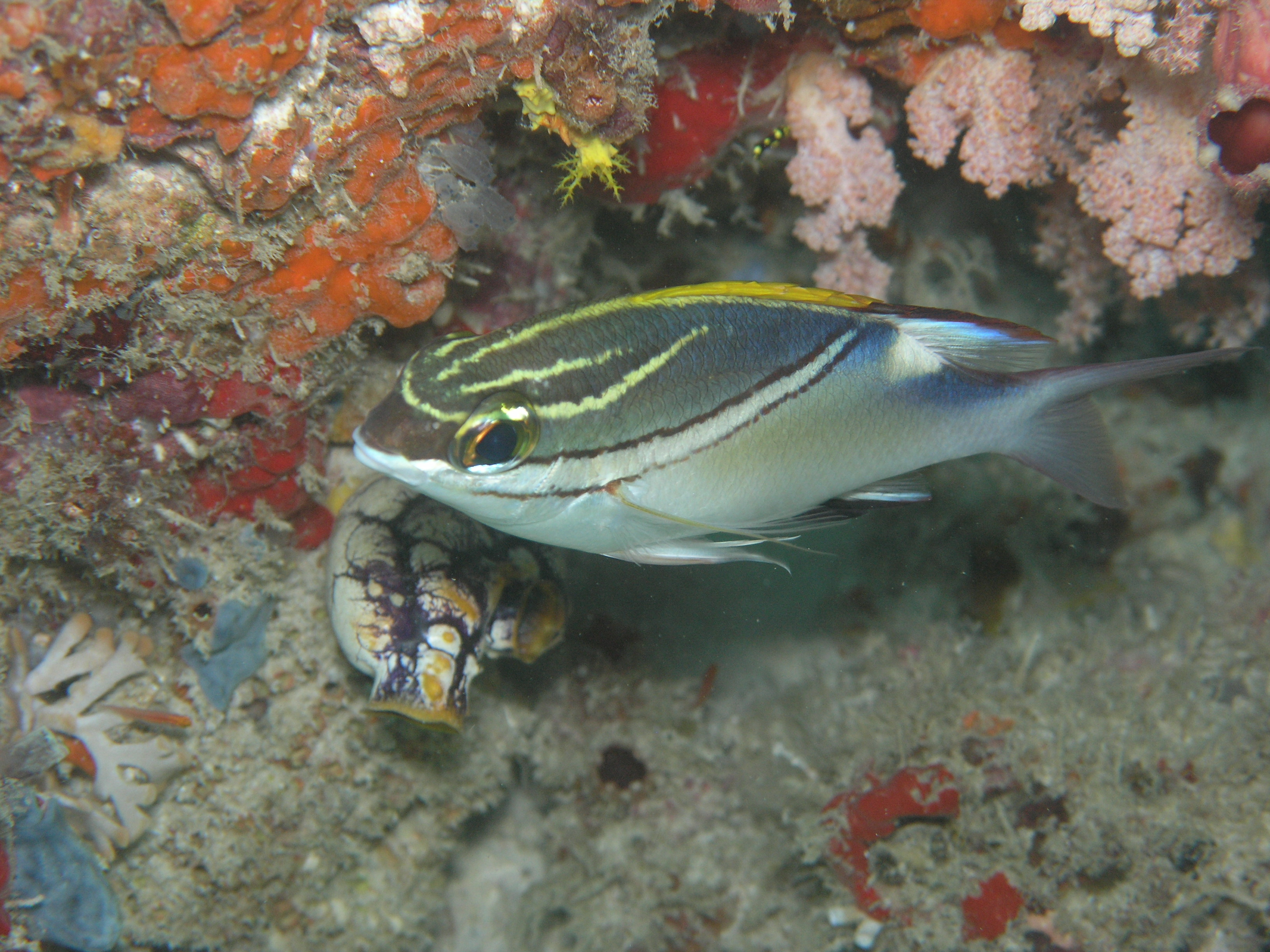
Les Nemipteridae font partie des proies chassées par le Requin baleinier.

Le Requin baleinier se nourrit principalement de petits poissons téléostéens (comme les Nemipteridae et les poissons-lézards) et les crustacés (comme les Penaeidae et les squilles). Des céphalopodes sont aussi quelquefois consommés,. Parmi les parasites connus de cette espèce on peut citer le cestode Callitetrarhynchus gracilis et les nématodes du genre Pulchrascaris.
Comme les autres requins de la famille des Carcharhinidae, le Requin gris de récif est vivipare ; après que les embryons en développement aient épuisés leur réserve en vitellus, le sac vitellin vide se développe en une connexion avec le placenta qui permet à l'embryon d'être nourri par sa mère. Les femelles produisent des portées d'un à sept jeunes chaque année. L'accouplement a lieu entre mai et juillet, et les femelles peuvent stocker le sperme jusqu'au moment de l'ovulation qui a lieu entre juillet et septembre. Après une période de gestation de sept à neuf mois, la mise bas a lieu entre février et mai de l'année suivante. Les nouveau-nés mesurent de 35 à 50 cm de long et passent les premiers mois de leur vie dans des zones de nurserie en eaux peu profondes, dans les eaux côtières des zones de reproduction comme la baie de Cleveland au nord du Queensland,. Les mâles et les femelles parviennent à la maturité sexuelle lorsque leur taille atteint une longueur de l'ordre de respectivement 83 à 88 cm et 90 à 100 cm.

## Distribution et habitat
L'aire de répartition du Requin baleinier se limite au nord de l'Australie, entre Gladstone dans le centre du Queensland et Cape Cuvier en Australie-Occidentale. C'est une espèce commune qui vit dans les estuaires et les eaux côtières, de la zone intertidale à une profondeur de 40 m.

## Taxonomie et phylogénie
Le Requin baleinier a été décrit par l'ichtyologiste australien Gilbert Percy Whitley dans un volume datant de 1943 des Proceedings of the Linnean Society of New South Wales. Whitley a alors placé cette nouvelle espèce parmi les Uranganops, sous-genre du genre Galeolamna, et il lui a donné l'épithète spécifique fitzroyensis en référence à la rivière Fitzroy, car le spécimen type, une femelle de 1,2 m de long, a été recueillie dans l'estuaire de cette rivière. Des auteurs ultérieurs ont classé Galeolamna comme un synonyme de Carcharhinus.
Les relations évolutives du Requin baleinier n'ont pas encore été entièrement élucidées. Dans les études morphologiques comparatives publiées par Jack Garrick en 1982 et Leonard Compagno en 1988, il a été provisoirement placé dans un groupe comprenant le Requin à joues blanches (C. dussumieri) et le Requin à taches noires (C. sealei),. Shane Lavery, dans une étude phylogénétique réalisée en 1992 sur la base des allozymes, a indiqué que cette espèce était proche du Requin nerveux (C. cautus) et du Requin à pointes noires (C. melanopterus). Ximena Vélez-Zuazoa et Ingi Agnarsson, dans une étude de 2011 basée sur des gènes des ADN nucléaires et mitochondriaux, ont montré qu'il s'agissait de l'élément de base d'un clade comprenant également le Requin gracile (C. amblyrhynchoides), le Requin bordé (C. limbatus) et Carcharhinus tilstoni.

## Relations avec l'Homme
Le Requin baleinier est une prise accessoire mineure de la pêche au filet maillant le long des côtes du nord de l'Australie. Sa viande est vendue pour la consommation humaine. Compte tenu de son taux de reproduction relativement élevé, sa population semble capable de supporter les niveaux actuels de pêche. Par conséquent, l'Union internationale pour la conservation de la nature (UICN) a classé cette espèce comme étant de préoccupation mineure.